# Битка за Гладно Село
Године 1998, ОВК је активно водила борбе против југословенских и српских снага у региону Дренице. Подручје је имало стратешки значај, а обе стране су се сукобљавале у бројним окршајима. Битка за Гладно Село представљала је наставак тих сукоба, у оквиру велике офанзиве српских снага против позиција ОВК.

## Битка
Дана 22. септембра, комбинована војно-полицијска јединица спровела је операцију разградње албанских снага у селима Старо Чикатово и Гладно Село, на планини Чичавици. Након претреса села Чичавица, јединица је наставила према Гланасели, али пет километара пре циља упала је у заседу. Са удаљености од 200 метара отворена је ватра из жбуња противтенковским ракетним бацачима на оклопну колону у којој су се налазила два тенка Т-55 и борбено возило пешадије (БВП). Прва ракета погађа тенк, пробија куполу испод ПК митраљеза и убија војника Ивана Петковића из околине Крушевца. Друга ракета погађа БВП, кида му фар, пролази кроз целу леву страну и погађа оклопни УАЗ иза њега. Трећа ракета пролази испод тенка. Колона се развија, БВП иде лево, тенк десно. Пушкарање траје петнаестак минута. Полиција улази у жбуње лево од пута, прилази добро укопаним рововима и започиње борбу. После десетак минута повлаче се са двојицом рањених. У оштећеном УАЗ-у налазио се уређај за прислушкивање, преко ког чују да Албанци добијају наређење за повлачење, али један остаје у рову до краја. Полиција се враћа, након минобацачке ватре, елиминише последњег милитанта и обезбеђује леви бок колоне. Истовремено, десну колону напада снајпериста. Потпоручник „Пеце” примећује жену у црној униформи, која пуца из пећине са тешким снајпером 12,7мм. Прецизан рафал је погађа у главу. Операција се наставља, а милитанти се повлаче дубље у планину. У рововима су пронађени ПА топ, „Маљутка”, „Армбруст” контејнери и снајпери калибра 12,7мм.

## Последице
Упркос снажном отпору бораца ОВК, југословенске снаге успеле су да опколе подручје. Према извештајима, Фехми Љадровци је у току битке уништио један југословенски тенк РПГ-ом. Међутим, југословенска офанзива се наставила.